# Kō Ishikawa
Kō Ishikawa (石川 巧 Ishikawa Kō?, nacido el 10 de marzo de 1970 en Santa Cruz de la Sierra, Santa Cruz) es un exfutbolista boliviano-japonés. Jugaba de defensa y su último club fue el Nagoya Grampus Eight de Japón.

## Trayectoria
Nacido en Bolivia de un funcionario de asuntos exteriores japonés, comenzó a jugar fútbol a una edad temprana para la renombrada y prestigiosa Academia Tahuichi Aguilera. 

## Selección nacional
Fue seleccionado para jugar con Bolivia en el Campeonato Sudamericano Sub-16 de 1986 de Perú, en dónde Bolivia fue campeón del torneo y jugo el Copa Mundial de Fútbol Sub-16 de 1987 realizado en China.

## Clubes
| Club                 | País  | Año         |
| -------------------- | ----- | ----------- |
| Honda                | Japón | 1989 - 1992 |
| Verdy Kawasaki       | Japón | 1992 - 1997 |
| Nagoya Grampus Eight | Japón | 1998 - 2002 |

## Palmarés

### Títulos nacionales
| Título             | Club                 | País  | Año  |
| ------------------ | -------------------- | ----- | ---- |
| Copa J. League     | Verdy Kawasaki       | Japón | 1992 |
| Copa J. League     | Verdy Kawasaki       | Japón | 1993 |
| J1 League          | Verdy Kawasaki       | Japón | 1993 |
| Copa J. League     | Verdy Kawasaki       | Japón | 1994 |
| J1 League          | Verdy Kawasaki       | Japón | 1994 |
| Copa del Emperador | Verdy Kawasaki       | Japón | 1996 |
| Copa del Emperador | Nagoya Grampus Eight | Japón | 1999 |